# Isaac Oliver

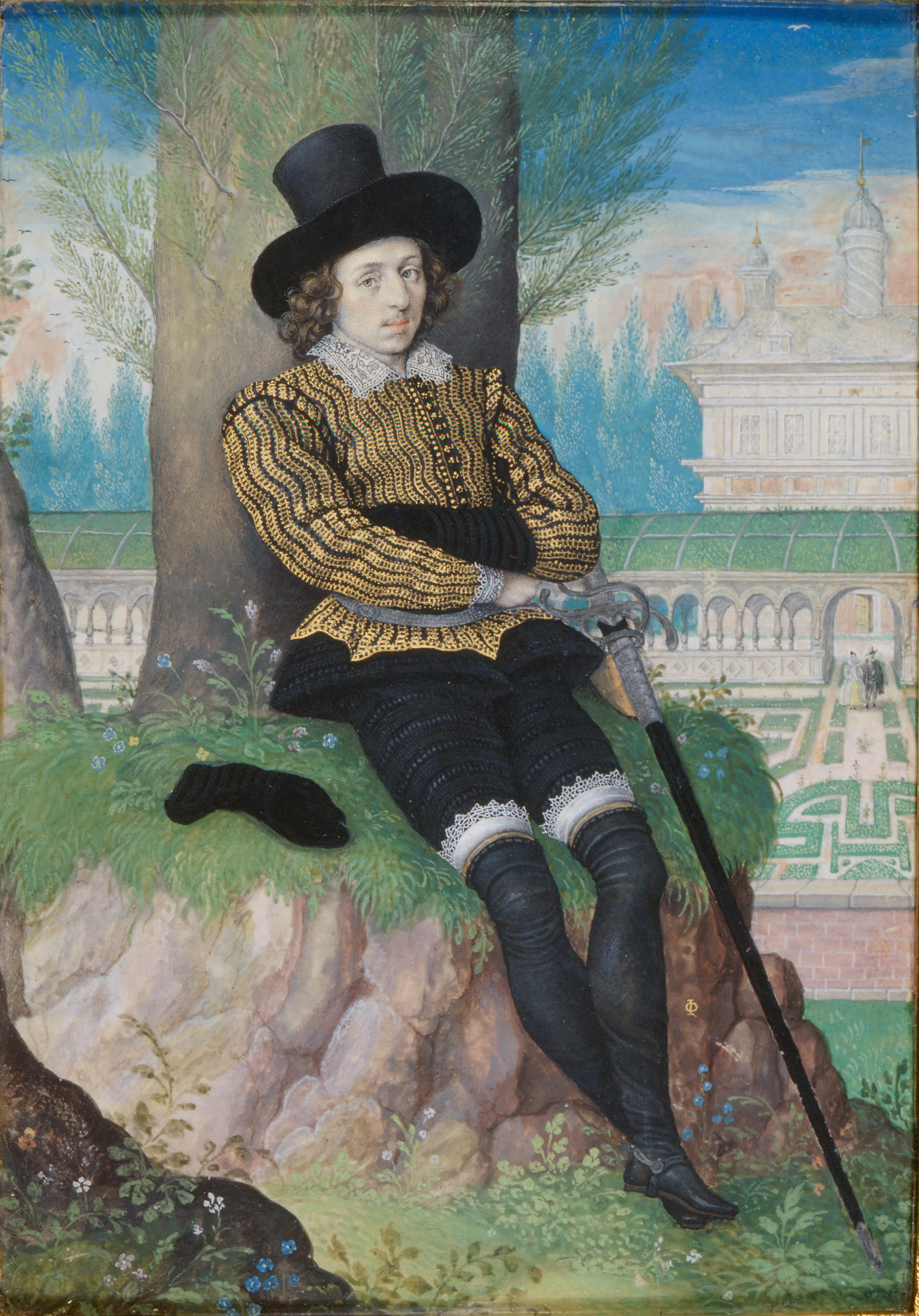
Tânăr stând sub un arbore (Young Man Seated under a Tree), 1590-1595, Royal Collection

Isaac Oliver,  ori Olivier (circa 1565 – înmormântat pe 2 octombrie 1617), a fost pictor englez renascentist, (de origine franceză), de portrete miniaturale.

## Biografie
Născut în Rouen, s-a mutat la Londra în 1568 împreună cu părinții săi hughenoți, Peter și Epiphany Oliver, pentru a scăpa de Războaiele religioase din Franța. Apoi a studiat pictura portretistică miniaturală sub celebrul, în epocă, Nicholas Hilliard, după care și-a dezvoltat un stil naturalist propriu, care a fost în mare parte influențat de arta italiană și de cea flamandă.
Prima sa soție, Elizabeth, a murit în 1599. Cu ea l-a avut pe Peter Oliver, care a fost, de asemenea, eminent în pictura în miniatură. În 1602 s-a căsătorit cu Sara, fiica cunoscutului portretist Marcus Gheeraerts cel Bătrân (circa 1520 — circa 1590) și al soției sale, Susannah de Critz. Susannah a fost fiica lui Troilus de Critz, un aurar din Anvers și rudă apropiată a lui John de Critz, cu funcția importantă de Pictor Serjent al Reginei (Elizabeth I). Susannah a fost, de asemenea, sora mai mare sau verișoara lui Magdalen de Critz care s-a căsătorit cu Marcus Gheeraerts cel Tânăr (1562 — 1635).
După moartea lui Elizabeth I, a devenit pictor al curții lui Iacob I, pictând numeroase portrete ale reginei Anne a Danemarcei și ale lui Henry Frederick, Prinț de Wales.
Parte din lucrările pictorului sunt găzduite în Castelul Windsor. Unele dintre desenele sale în peniță se află expuse în Muzeul Britanic (British Museum).

## Galerie

### Portrete miniatură

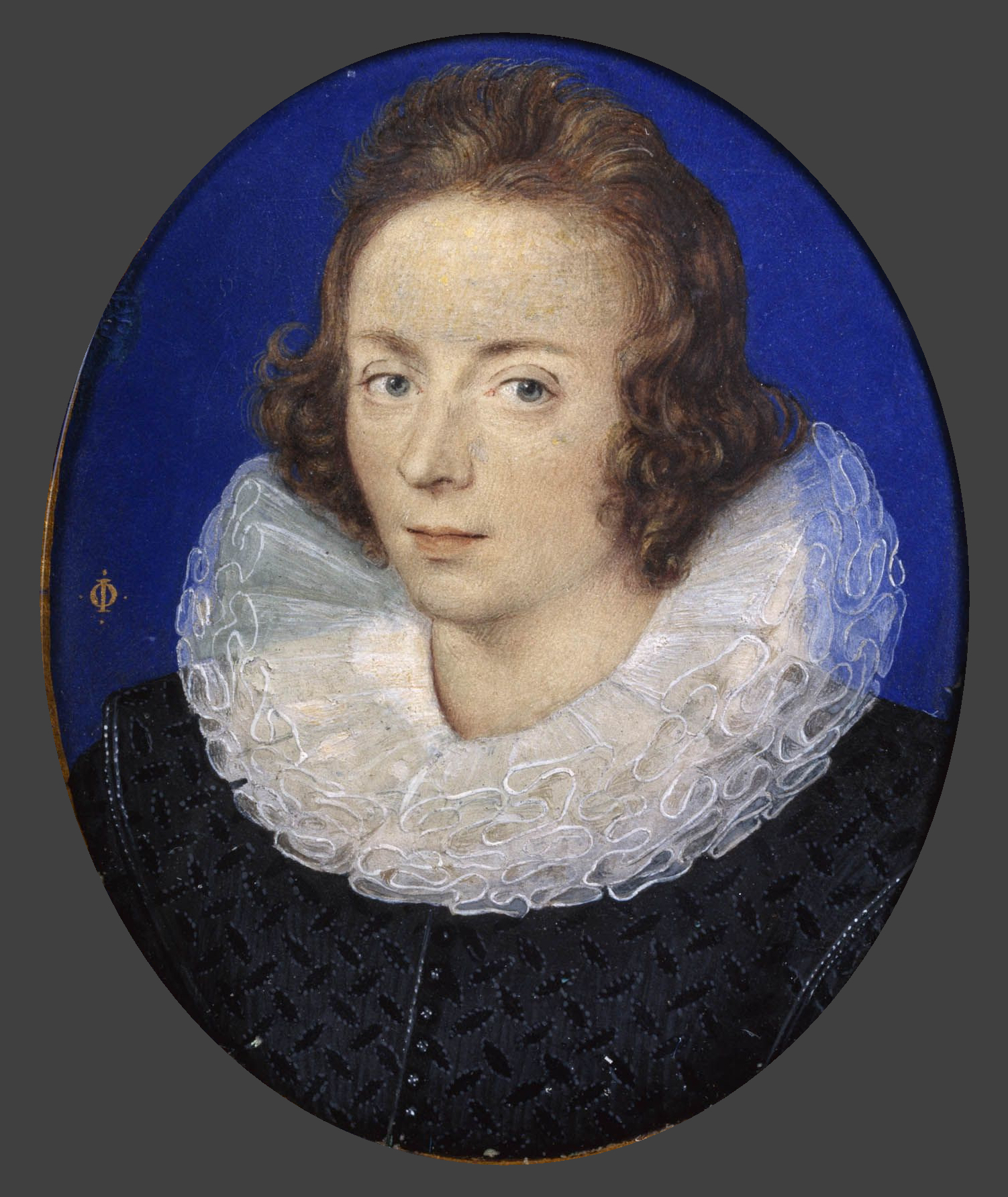
Portreul unui domn tânăr (Portrait of a Young Gentleman) (este posibil ca portretul să fie a lui Sir Philip Sydney), 1605
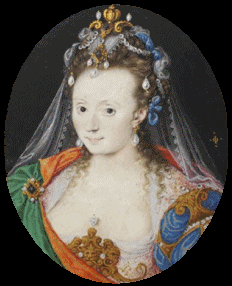
Femeie necunoscută costumată pentru un spectacol de tip masque — Unknown Woman in Masque Costume, 1609
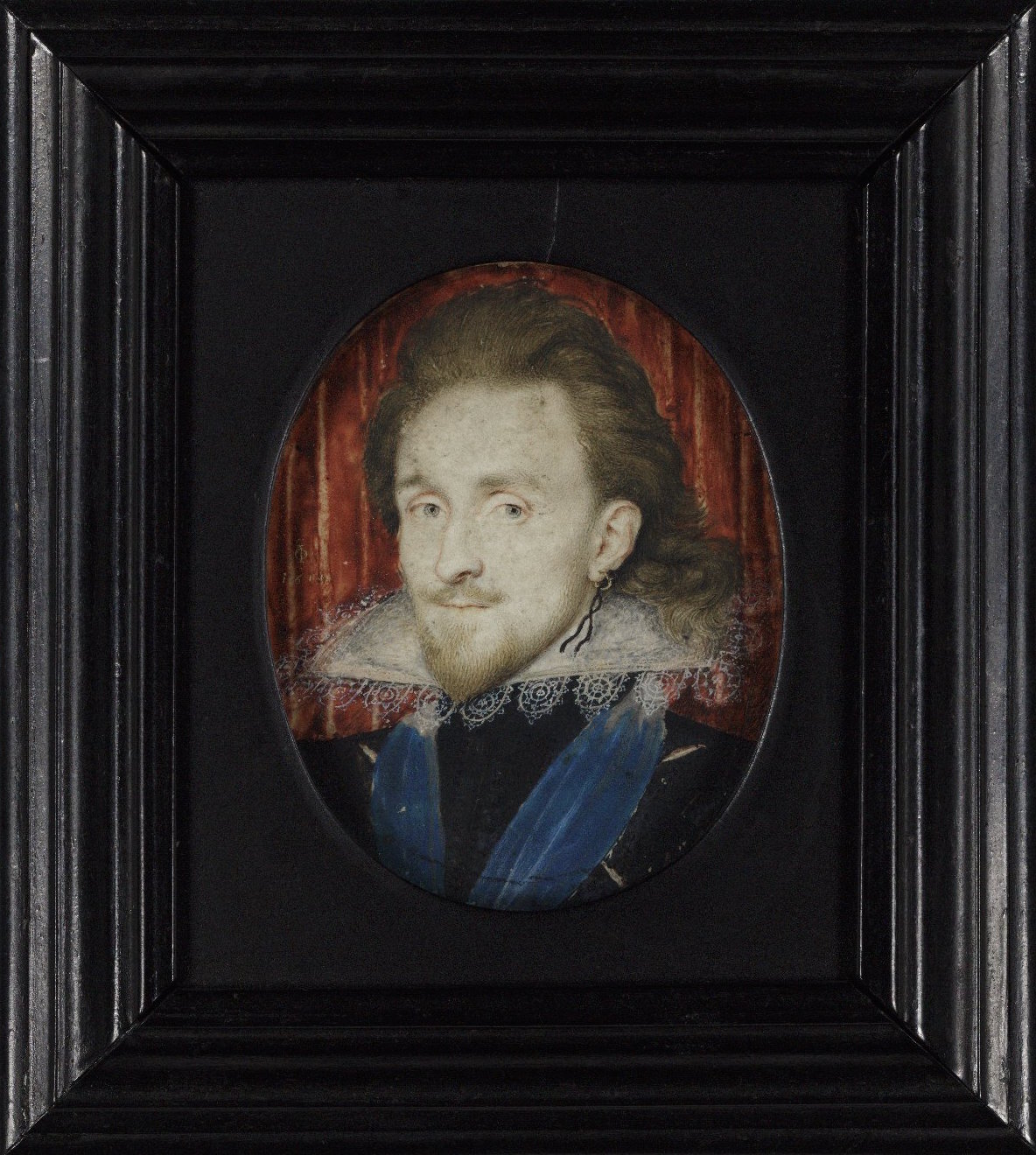
Philip Herbert, Fourth Earl of Pembroke, 1611
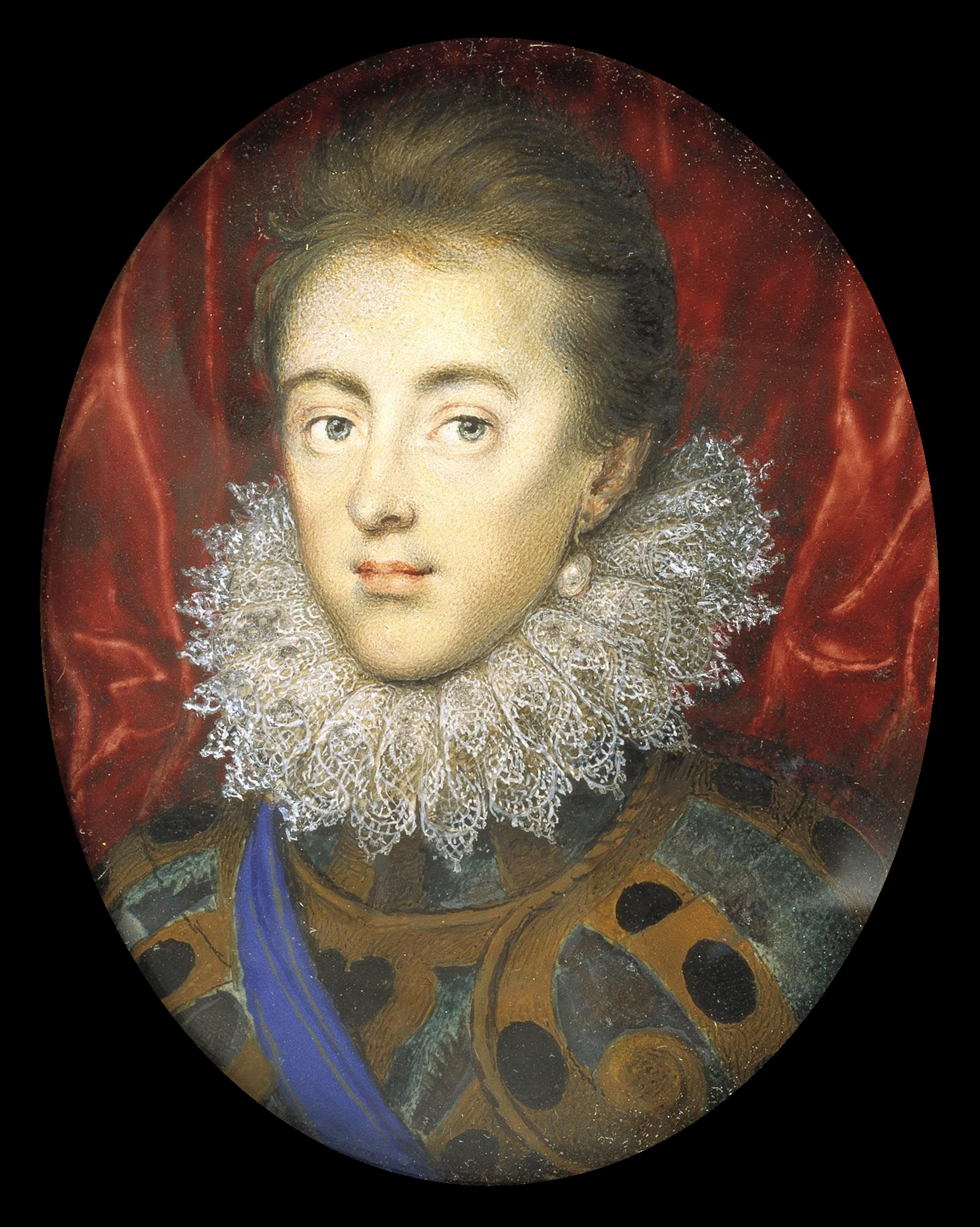
Carol I al Angliei (Charles I as Prince of Wales), 1615

### Lucrări mai mari

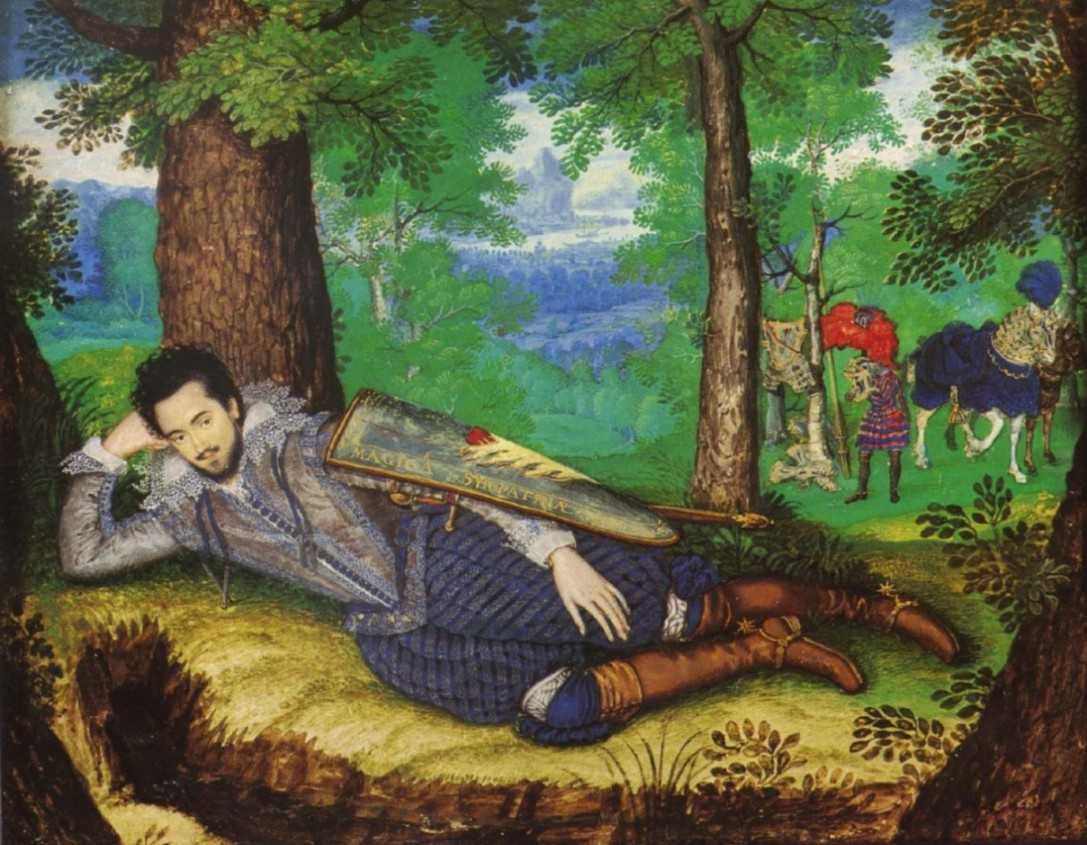
Edward Herbert, 1st Baron Herbert of Cherbury
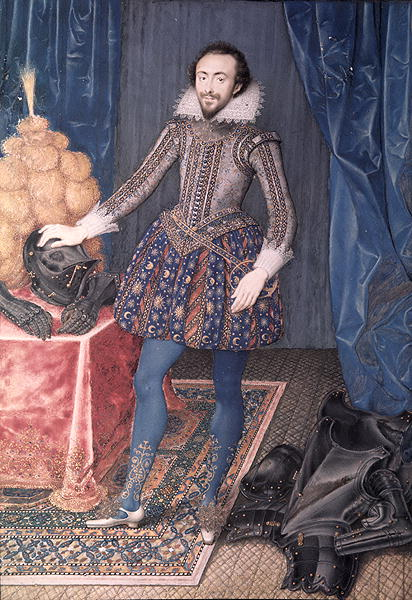
Richard Sackville, 3rd Earl of Dorset, cabinet miniature, 1616
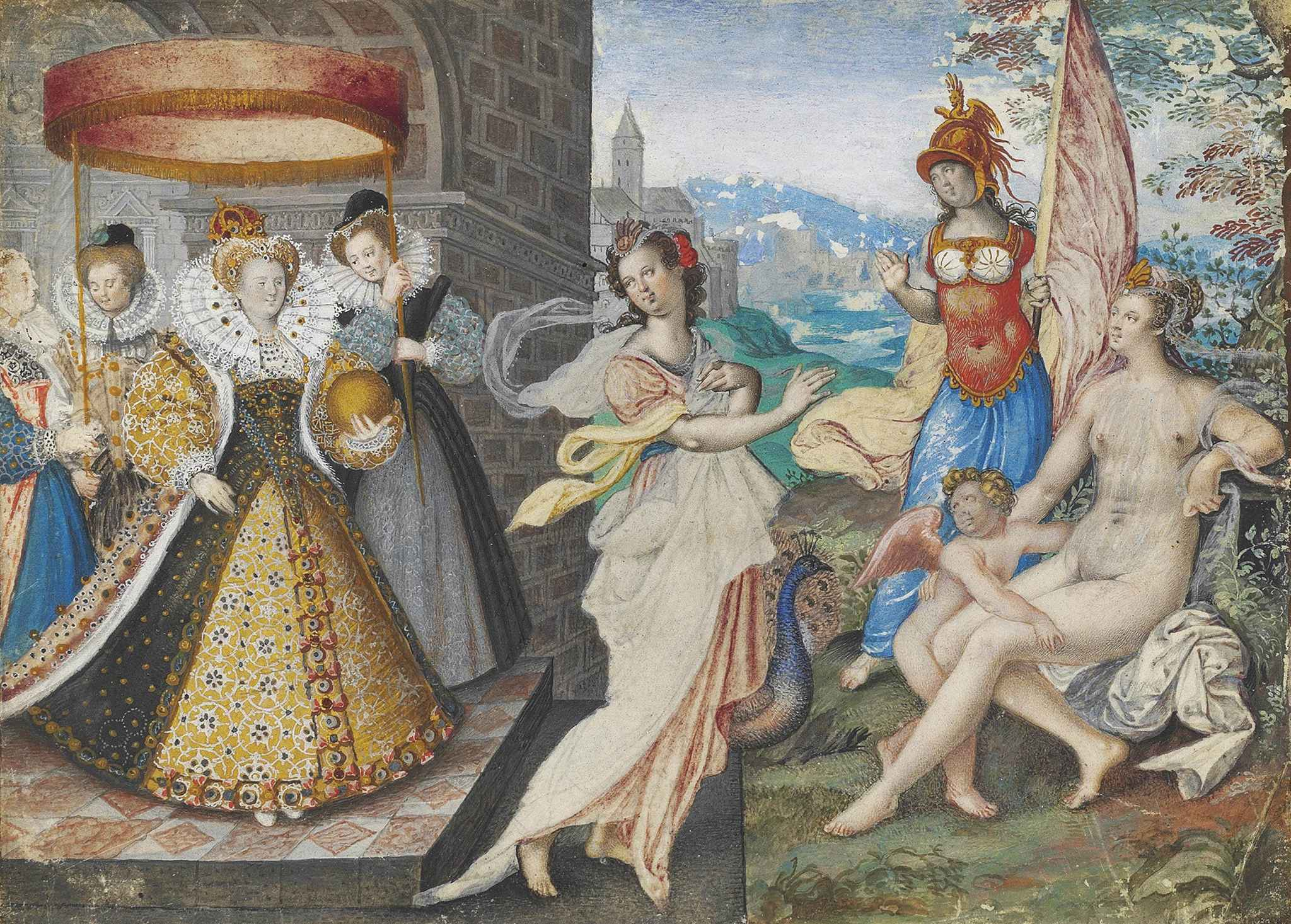
Elizabeth I și cele trei zeițe, Juno, Minerva și Venus (Elizabeth I and the three Goddesses, Juno, Minerva & Venus)